# Bakflip
Bakflip – polski zespół rapcore’owy z Łodzi. Grupa powstała w 2005 roku w założeniu jako projekt studyjny. W 2006 roku wydali debiutancką płytę Ke Ke Ke.

## Dyskografia
Albumy
| Rok  | Album                                                                 |
| ---- | --------------------------------------------------------------------- |
| 2006 | Ke Ke Ke - Data: 28 czerwca 2006 - Wydawca: Embryo Nagrania           |
| 2008 | 12 nędznych ludzi - Data: 1 czerwca 2008 - Wydawca: Embryo Nagrania   |
| 2012 | Agent Orange (EP) - Data: 30 kwietnia 2012 - Wydawca: Embryo Nagrania |

## Teledyski
| Rok  | Tytuł                       | Reżyseria/Realizacja | Album             | Źródło |
| ---- | --------------------------- | -------------------- | ----------------- | ------ |
| 2006 | „Władza”                    | Bogumił Godfrejów    | Ke Ke Ke          | [ 5 ]  |
| 2008 | „Gdyby jutra miało nie być” | Damian Michalak      | 12 nędznych ludzi | [ 6 ]  |
| 2008 | „Raj”                       | Dobre Kino Studio    | 12 nędznych ludzi | [ 7 ]  |